# Тело (повесть)
«Тело» (англ. The Body) — повесть Стивена Кинга, впервые изданная в 1982 году в сборнике «Четыре сезона»; подзаголовок этой повести в сборнике — «Осень невинности» (англ. Fall From Innocence).
Повесть была экранизирована в 1986 году.

## Структура повести
В повесть вставлены (рассказ в рассказе) два ранних рассказа Стивена Кинга в переработанных вариантах. В повести их «написал» главный герой (Гордон Лашанс):
- Рассказ «Стад-сити» (англ. Stud City) был впервые опубликован Кингом в осеннем номере университетского журнала «Ubris» за 1969 год[3]. В повести Гордон Лашанс «опубликовал» его в «Greenspun Quarterly» №45 за 1970 год. Примечательно, что взрослый Гордон называет свой юношеский опус «творением литературного ремесленника-недоучки» и отмечает, что «отношение автора к прекрасному полу выходит за рамки простой враждебности, неся в себе некое омерзение: две героини „Стад-сити“ — потаскухи, а третья — глупенькая пустышка, из которой так и сыплются пошлости», но в то же время называет его своим «первым произведением после пяти лет довольно бесплодных литературных упражнений».
- Рассказ «Месть Хогана-Задницы» (англ. The Revenge of Lard Ass Hogan) впервые вышел в свет на страницах июльского номера «The Maine Review» за 1975 год[4]. Гордон Лашанс же «опубликовал» его в журнале «Cavalier» в 1975 году.

## Сюжет
Повествование ведётся от лица писателя Гордона Лашанса (англ. Gordon LaChance), которого приятели называли Горди (англ. Gordie). Он вспоминает о своём детстве, которое он провёл в городе Касл-Роке (штат Мэн) и своих школьных друзьях. Как раз в то время у Горди недавно погиб старший брат Деннис Лашанс (англ. Dennis LaChance), любимец родителей, и они были в постоянной депрессии, совсем не обращая внимания на Горди.
В конце лета 1960 года он и трое его друзей-подростков — Кристофер (Крис) Чамберс (англ. Christopher (Chris) Chambers), Теодор (Тедди) Душан (англ. Theodore (Teddy) Duchamp) и Вернон (Верн) Тессио (англ. Vernon (Vern) Tessio) — узнают, что компания хулиганов (банда Джона «Туза» Меррила (англ. John «Ace» Merrill)) случайно обнаружила в лесу тело мальчика Рэймонда (Рэя) Брауэра (англ. Raymond (Ray) Brower), сбитого поездом (ранее по радио сообщалось, что он пропал без вести); эту новость они узнали благодаря Верну, подслушавшему разговор своего брата и его друга. Так как хулиганы нашли тело, катаясь на угнанной машине, они решили ничего никому не говорить и не сообщать полиции о находке. Мальчики загораются идеей найти тело «официально», чтобы прославиться. Собравшись, они идут в короткий поход с ночёвкой, соврав родителям, что собираются ночевать в палатке на близлежащем поле; один из них (Крис) крадёт у своего отца пистолет.
В ходе повествования взрослый Гордон Лашанс вспоминает свой первый опубликованный рассказ «Стад-сити» (англ. Stud City) о жизни простого парня Эдварда Мэя (англ. Edward May) по прозвищу «Чико» (англ. Chico) из штата Мэн, у которого, как и у Гордона, также погиб старший брат. У Эдварда есть девушка (Джейн), хотя он не испытывает к ней сильных чувств, а вскоре он узнаёт, что его мачеха Вирджиния спала с его старшим братом до того, как тот погиб, но не решается сказать об этом отцу. В итоге Эдвард крепко ругается с отцом из-за мачехи и уходит из дома; на этом рассказ заканчивается.
Дойдя до городской свалки, ребята отправляют Горди в магазин за едой, а сами остаются его ждать. Когда Лашанс возвращается, на свалке его замечает местный сторож Майло Прессман (англ. Milo Pressman). Мальчик убегает от него, и тогда Майло спускает с цепи своего пса Чоппера (англ. Chopper), о свирепости которого ходят слухи, которые оказываются сильно преувеличенными — пёс оказывается обычной дворнягой. Горди видит своих друзей за забором свалки и успевает вовремя перелезть через него, после чего у Горди и Верна случается словесная перепалка с Майло, а затем ребята уходят.
Вскоре ребята подходят к узкому железнодорожному мосту через Касл-Ривер (англ. Castle River) и решают перейти реку по нему, чтобы не идти к мосту на шоссе, который находится в 5 милях от них. Но когда Горди и Верн были уже на середине моста, а Тедди и Крис его уже прошли, сзади внезапно показался поезд. Понимая, что мост слишком узкий, и что если поезд нагонит их, придётся либо прыгать в реку, либо этот поезд собьёт их, Верн и Горди рванули вперёд и успели добежать до конца моста лишь в самый последний момент. Изрядно испуганные произошедшим, мальчики идут дальше.
Вечером у костра Горди рассказывает друзьям придуманный им рассказ «Месть Хогана-Задницы» (англ. The Revenge of Lard Ass Hogan) об очень толстом мальчике Дэви Хогане (англ. Davie Hogan) по прозвищу «Задница» (англ. Lard Ass), живущем в городке Гретна (англ. Gretna) штата Мэн. Из-за его полноты Хогана в городе третировали все подряд, вскоре ему это надоело, и он решает отомстить. В Гретне каждый год проходил чемпионат по поеданию пирожков и в этом году Хогана сделали одним из его участников. Но выигрывать этот чемпионат Хоган не собирался (он знал, что даже в случае победы над ним не прекратят издеваться) и именно на нём решил устроить свою месть — прямо перед чемпионатом Дэви выпил целую бутылку касторового масла и в самый разгар поедания пирожков представил, что ест какую-то мерзость, после чего его стошнило прямо на прошлогоднего чемпиона Билла Трейнора (англ. Bill Traynor), того в свою очередь стошнило на другого участника чемпионата, потом начало тошнить зрителей, а затем началась цепная реакция и вскоре стошнило почти всех; в итоге всё вокруг было в рвотных массах. После этого Хоган взял микрофон из рук мэра Шарбонно (англ. Mayor Charbonneau), исполнявшего на чемпионате роль судьи, объявил ничью и ушёл, довольный своей местью; на этом рассказ закончился.
Ночь для друзей выдалась беспокойной — из лесной темноты постоянно доносились жуткие звуки, издаваемые дикими зверями. Утром, наткнувшись на небольшой пруд у железнодорожной насыпи, ребята решают в нём искупаться, но уже в воде обнаруживают, что он буквально кишит пиявками, и в ужасе выскакивают на берег. Затем они продолжают путь.
Начинается гроза, идёт дождь. Наконец мальчики всё же находят тело Рэя, но уже через некоторое время к месту трагедии подъезжает (уже на своих автомобилях) банда Джона «Туза» Меррила, тоже решившая прославиться. В итоге происходит стычка, и Крис, угрожая отцовским пистолетом, вынуждает банду «Туза» уехать, хотя те напоследок грозят им расправой. Позже ребята решают не трогать тело и никому ничего не говорить, ведь парни «Туза» могли пожаловаться полицейским, что мальчики угрожали им пистолетом; в итоге ребята, уставшие и подавленные, возвращаются домой. Впоследствии о местонахождении тела Рэя Брауэра анонимным звонком в полицию сообщил кто-то из банды «Туза», а всех четверых ребят хулиганы жестоко избивают.
Компания четырёх друзей вскоре разваливается, но Гордон и Крис по-прежнему остаются лучшими друзьями. Крис (не без поддержки Гордона) решает готовиться к получению высшего образования, чтобы не скатиться на дно, как вся его родня. Гордон помогает ему учиться, не жалея сил, и в итоге они оба заканчивают Университет штата Мэн.
В конце повести Гордон рассказывает, как узнал о трагической гибели Криса в драке, в которую тот вмешался, чтобы разнять противников; о гибели двух других его бывших друзей (Верна в пожаре и Тедди в автокатастрофе); о том, как он стал успешным писателем; и о том как, недавно заехав в Касл-Рок, он встретил «Туза», превратившегося из красавца-хулигана в располневшего работягу, злоупотребляющего спиртным.

## Персонажи
- Гордон (Горди) Лашанс — главный герой, повествование ведётся от его лица. Поздний ребёнок в благополучной семье, где всё внимание родителей было уделено его старшему брату Деннису Лашансу. Несмотря на это, Гордон обожал Денниса, но вскоре Деннис погиб в автокатастрофе и после этого родители Гордона совершенно потеряли интерес к жизни. Гордон всегда увлекался сочинительством и, повзрослев, стал успешным писателем.
- Кристофер (Крис) Чамберс — лучший друг Гордона, мальчик из неблагополучной семьи. Обладал природным умом и миролюбием. Его отец злоупотреблял алкоголем, а старший брат входил в банду «Туза». Больше всего на свете Крис боялся стать такими же, как отец и старший брат, и едва не стал таким — он уже хулиганил и воровал в школе, хотя в воровстве раскаялся. С помощью Гордона, дружба с которым на протяжении нескольких лет не угасла, а только укрепилась, сумел подготовиться к поступлению в университет штата Мэн и в итоге окончил его, получив юридическое образование. Погиб в случайной драке, пытаясь разнять дерущихся.
- Теодор (Тедди) Душан — друг детства Гордона. Эксцентричный парень, мечтой всей жизни которого было служить в армии по примеру отца. Его отец был психически больным и однажды изуродовал уши Тедди, прижав их к раскалённой печке, но Тедди всё равно любил отца и очень болезненно реагировал, когда ему напоминали, что его отец содержится в психиатрической больнице. Также из-за последствий ожога (кроме проблемы со слухом) Тедди очень плохо видел и носил очки, что не мешало ему демонстрировать свою храбрость по поводу и без повода (перебегая дорогу перед быстро идущим транспортом и залезая на вершину дерева с риском сорваться). Тедди остался дружить с Верном после распада общей компании. Повзрослев, неоднократно пытался поступить в армию, но всегда получал отказ по состоянию здоровья. Погиб в автокатастрофе.
- Вернон (Верн) Тессио — четвёртый член их компании. Его брат тоже входил в банду «Туза», и именно Верн подслушал новости про тело Рэя Брауэра. О его дальнейшей судьбе Гордон сообщает только, что он погиб при пожаре в многоквартирном доме.
- Майло Прессман — сторож городской свалки, туповатый одинокий человек, владелец пса по кличке Чоппер (англ. Chopper, одно из значений этого слова: «Мясорубка»), о чудовищности которого среди детей Касл-Рока ходили легенды, на самом деле не имеющие ничего общего с реальностью.
- Джон «Туз» Меррил — предводитель банды хулиганов из Касл-Рока, в которую входили братья Криса и Верна.

## История создания
Повесть посвящена Джорджу Маклеоду (англ. George McLeod) — университетскому приятелю Стивена Кинга. Лайза Роугек в своей биографической книге описывает историю конфликта вокруг повести: Маклеод утверждал, что «Тело» берёт начало из событий его детства (только в его случае речь шла о мёртвой собаке), по которой он сам хотел написать рассказ, но Кинг опередил его. Маклеод не предъявлял обвинения в плагиате, но, когда в 1986 году по повести был снят фильм, потребовал упомянуть себя в титрах и выплатить часть денег. Получив отказ Кинга, он прекратил с ним общение.
В сборнике интервью Наоми Ипель (англ. Naomi Epel) «Сны писателей» (англ. Writers Dreaming: 26 Writers Talk About Their Dreams and the Creative Process) Кинг вспоминал реальный эпизод с пиявками из своего детства, который навеял аналогичный эпизод повести.
В книге Вадима Эрлихмана «Король тёмной стороны. Стивен Кинг в Америке и в России» упоминается, что Кинг рассказывал и о том, что, когда он был ребёнком, соседского мальчика задавил поезд — и из этой трагедии в итоге родился замысел повести «Тело». Тем не менее Эрлихман считает этот эпизод выдуманным. В целом же Эрлихман не отрицает автобиографических мотивов этой повести, он называет «Тело» реквиемом Кинга по друзьям детства, «из которых в люди выбрался только он один».
Прототипом Криса Чамберса (друга главного героя повести) стал друг детства Стивена Кинга — Крис Чесли (англ. Chris Chesley). Чесли, в отличие от Криса Чамберса, тоже увлекался писательством, а, повзрослев, стал рабочим, а не юристом. Как и литературный герой, он погиб молодым, но не в драке, а в автокатастрофе. В 1960 году, когда Кингу и Чесли было около 12 лет, они вместе напечатали небольшой сборник одностраничных рассказов под названием «Люди, места и вещи» тиражом менее 12 экземпляров. На 18 страницах сборника юные авторы поместили 8 рассказов Стивена Кинга, 9 рассказов Криса Чесли и 1 рассказ, написанный в соавторстве. В 1963 году они отпечатали второе издание. Единственный известный сохранившийся экземпляр сборника хранится у самого Кинга. В книге Лайзы Роугек упоминается, что дружба Кинга и Чесли окончилась также из-за конфликта — Кинг отказался помогать другу в публикации его взрослых произведений.

## Издания и переводы
- Впервые повесть была выпущена в составе сборника «Четыре сезона» 27 августа 1982 году издательством «Viking Press». Впоследствии этот сборник неоднократно переиздавался разными издательствами[11].
- Отдельным изданием в сокращённом пересказе Робина Уотерфилда (англ. Robin Waterfield) повесть была выпущена в 1999 году издательством «Penguin» в серии «Penguin Readers». На обложку этого издания был помещён кадр из фильма «Останься со мной» — экранизации повести[11].
- На русском языке повесть впервые была опубликована в 1993 году под названием «Труп» в переводе В. Филипенко в томе «Худеющий» собрания сочинений Кинга, изданном «Кэдмэн». В 1994 году, в переводе Е. Ю. Харитоновой и И. В. Шульги (под редакцией Э. В. Ганичева) — как «Тело» — львовским информационным агентством «Хронос» в составе тома «Игра Джералда»[12]. Перевод В. Филипенко, но уже под названием «Тело», многократно издавался «АСТ» в составе сборника «Четыре сезона» и его отдельных повестей с 1998 года[13].

## Отсылки к другим произведениям Кинга
- В романе «Кэрри» упоминается Teddy Duchamp (в русском переводе Тедди Дачемп), владелец автозаправки в Чэмберлейне (также вымышленный город штата Мэн, находящийся недалеко от Касл-Рока), передавший дело сыну и умерший в 1968 году[14]. При этом Тедди Душан из повести «Тело» погиб не раньше 1971 года, не имел постоянной работы и у него не было детей.
- В повести есть отсылка к городу Джерусалемс-Лот (англ. Jerusalem's Lot), в котором происходят действие романа «Жребий» (1975) и рассказа «Поселение Иерусалим» (1978). В переводе В. Филипенко Джерусалемс-Лот отсутствует в перечислении городов со странными названиями, которые вспоминает Крис[15].
- Джон «Туз» Меррил до публикации «Тела» появлялся в рассказе «Нона» (1978). Примечательно, что в этом же рассказе появлялся и Верн Тессио, но описание этого персонажа было ближе к Тедди Душану — «чокнутый очкарик» (Верн из «Тела» очков не носил и, хотя не был особенно умён, эксцентричностью не отличался)[16].
- Взбесившийся сенбернар Куджо из одноимённого романа (1981) упоминается в повести в эпизоде с Чоппером — псом сторожа Майло Прессмана. При этом в переводе В. Филипенко сравнение Чоппера с Куджо опущено[17]; также из «Куджо» в повесть «Тело» перешёл образ шерифа Джорджа Баннермана[18].
- Джон «Туз» Мерилл, Тедди Душан, Крис Чамберс и Верн Тессио упоминаются в романе «Нужные вещи» (1991). При этом «Туз» является одним из главных героев романа, а Тедди, Крис и Верн упоминаются как ребята, «которых Туз в своё время нещадно терроризировал»[19].

## Аудиокнига
В 1999 году вышла аудиокнига «Тело» (на языке оригинала). Текст читал Фрэнк Мюллер (англ. Frank Muller). Переиздана в 2009 году на CD.

## Экранизации
- В 1986 году вышла экранизация повести — фильм «Останься со мной»[21][22]. Главные роли в ней сыграли Уил Уитон (Горди), Ривер Феникс (Крис), Кори Фельдман (Тедди) и Джерри О'Коннелл (Верн).
- Отчасти пародийная экранизация повести (либо пародия на фильм «Останься со мной») включена в «Three Kings» — пятнадцатую серию седьмого сезона мультсериала «Гриффины»[23].

## Интересные факты
- Стивен Кинг считает свою повесть «Тело» отличной, а сцену с поеданием пирожков из рассказа в рассказе — забавной[24].
- Выступая на сцене Radio City Music Hall в августе 2006 года в рамках благотворительной литературной встречи «An Evening with Carrie, Harry & Garp», в которой также участвовали Джоан Роулинг и Джон Ирвинг, Стивен Кинг прочёл рассказ «Месть Хогана-Задницы»[25][26].